# Hemiceras monegonda
Hemiceras monegonda är en fjärilsart som beskrevs av William Schaus 1928. Hemiceras monegonda ingår i släktet Hemiceras och familjen tandspinnare. Inga underarter finns listade i Catalogue of Life.